# Li Tang

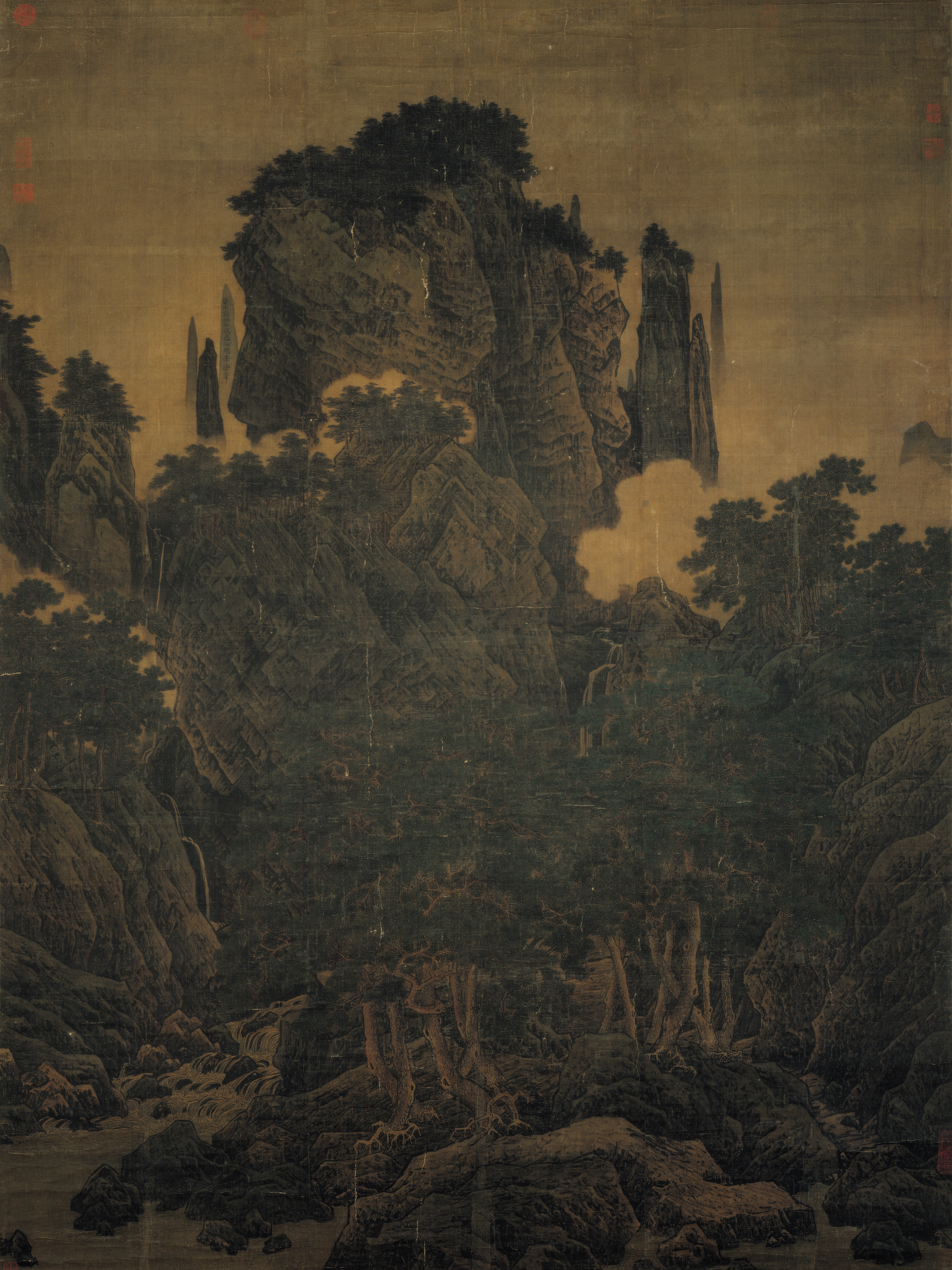
De wind door de dennen in ontelbare valleien (1124), hangende rol met gewassen inkt en kleur op zijde, collectie Nationaal Paleismuseum

Li Tang (李唐; ca. 1050–1130) was een Chinese landschapschilder uit de Song-periode die werkzaam was in Kaifeng en Hangzhou. Zijn omgangsnaam was Xigu (晞古). Li wordt gerekend tot de Vier Meesters van de Zuidelijke Song. Hij staat te boek als een kunstschilder die medebepalend was voor de shan shui-stijl van de Noordelijke Song.

## Biografie
Li Tang werd geboren in Heyang in de provincie Shaanxi. Op jonge leeftijd leefde hij al van de verkoop van zijn schilderwerk. Ergens na het jaar 1100 behaalde hij tijdens de regering van keizer Song Huizong de grootste graad aan de schildersacademie aan het hof in Bianjing, het huidige Kaifeng. Nadat de Jurchen in 1127 de stad hadden ingenomen, verhuisde Li samen met het keizerlijke hof naar Qiantang (nu Hangzhou), de nieuwe hoofdstad van de Zuidelijke Song. Hier diende hij tot zijn dood aan het hof van keizer Song Gaozong.

## Werk
Li behoorde tot de meest invloedrijke Chinese kunstschilders van zijn tijd. Zijn asymmetrische berglandschappen vormen een link tussen de noordelijke landschapsstijl van de vroege Song-periode en kunstenaars als Xia Gui (ca. 1180–1224) en Ma Yuan (ca. 1160–1225), de grondleggers van de invloedrijke Ma-Xia-school.
Li borduurde voort op de monumentale landschappen van meesters als Guo Xi, Fan Kuan en Li Cheng. Hij vervolmaakte de "bijlklief"-techniek van scherpe penseelstreken in gewassen inkt. Hierbij lijkt het alsof de rotsen en bergen met bijlslagen zijn uitgehouwen. Het precieze effect dat hiermee werd bereikt is een belangrijk kenmerk van de naturalistische schilderstijl van de Zuidelijke Song.
Net zoals het geval is bij veel andere Song-meesters zijn weinig werken van Li bewaard gebleven. De grote hangende rol De wind door de dennen in ontelbare valleien uit 1124 is het enige bekende werk dat zijn signatuur draagt. Deze is aangebracht op een van de bergtoppen links bovenin.
- Gemeinsame Normdatei: 1053342896
- International Standard Name Identifier: 0000 0000 6407 7569
- Library of Congress Control Number: nr92033869
- Nationale Bibliotheek van Israël: 987007422690405171
- Nederlandse Thesaurus van Auteursnamen: 164402489
- Trove: 1410067
- Union List of Artist Names: 500321561
- Virtual International Authority File: 4796421
- WorldCat: E39PCjwvvvFfK4pgBYP3Hbpyr3